# Savigny-en-Revermont
Pour les articles homonymes, voir Savigny.
Savigny-en-Revermont est une commune française située dans le département de Saône-et-Loire, en région Bourgogne-Franche-Comté.

## Géographie
La commune se situe près de la limite entre les départements du Jura et de Saône-et-Loire.

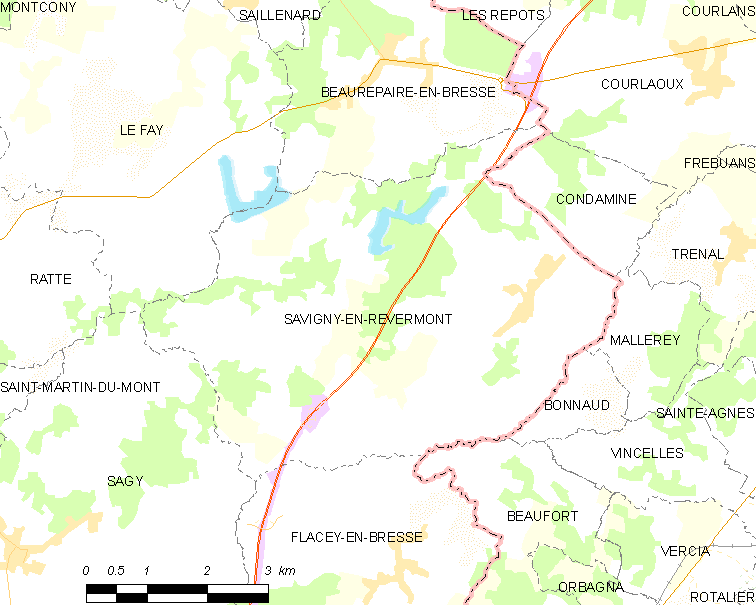
Situation de Savigny-en-Revermont.

## Climat
Pour des articles plus généraux, voir Climat de la Bourgogne-Franche-Comté et Climat de Saône-et-Loire.
En 2010, le climat de la commune est de type climat des marges montargnardes, selon une étude du Centre national de la recherche scientifique s'appuyant sur une série de données couvrant la période 1971-2000. En 2020, Météo-France publie une typologie des climats de la France métropolitaine dans laquelle la commune est exposée à un climat semi-continental et est dans la région climatique Bourgogne, vallée de la Saône, caractérisée par un bon ensoleillement (1 900 h/an), un été chaud (18,5 °C), un air sec au printemps et en été et des vents faibles.
Pour la période 1971-2000, la température annuelle moyenne est de 11 °C, avec une amplitude thermique annuelle de 17,5 °C. Le cumul annuel moyen de précipitations est de 1 094 mm, avec 12,3 jours de précipitations en janvier et 8,6 jours en juillet. Pour la période 1991-2020, la température moyenne annuelle observée sur la station météorologique de Météo-France la plus proche, « Lons le Saunier », sur la commune de Montmorot à 10 km à vol d'oiseau, est de 11,8 °C et le cumul annuel moyen de précipitations est de 1 147,4 mm. 
La température maximale relevée sur cette station est de 39,8 °C, atteinte le 12 août 2003 ; la température minimale est de −19,6 °C, atteinte le 9 janvier 1985,,.
Les paramètres climatiques de la commune ont été estimés pour le milieu du siècle (2041-2070) selon différents scénarios d'émission de gaz à effet de serre à partir des nouvelles projections climatiques de référence DRIAS-2020. Ils sont consultables sur un site dédié publié par Météo-France en novembre 2022.

## Urbanisme

### Typologie
Au 1er janvier 2024, Savigny-en-Revermont est catégorisée commune rurale à habitat dispersé, selon la nouvelle grille communale de densité à sept niveaux définie par l'Insee en 2022.
Elle est située hors unité urbaine. Par ailleurs la commune fait partie de l'aire d'attraction de Lons-le-Saunier, dont elle est une commune de la couronne,. Cette aire, qui regroupe 139 communes, est catégorisée dans les aires de 50 000 à moins de 200 000 habitants,.

### Occupation des sols
L'occupation des sols de la commune, telle qu'elle ressort de la base de données européenne d’occupation biophysique des sols Corine Land Cover (CLC), est marquée par l'importance des territoires agricoles (72,5 % en 2018), en diminution par rapport à 1990 (76,2 %). La répartition détaillée en 2018 est la suivante : zones agricoles hétérogènes (49,5 %), forêts (19,6 %), terres arables (13,6 %), prairies (9,4 %), zones urbanisées (5,1 %), eaux continentales (1,8 %), zones industrielles ou commerciales et réseaux de communication (1 %). L'évolution de l’occupation des sols de la commune et de ses infrastructures peut être observée sur les différentes représentations cartographiques du territoire : la carte de Cassini (XVIIIe siècle), la carte d'état-major (1820-1866) et les cartes ou photos aériennes de l'IGN pour la période actuelle (1950 à aujourd'hui).

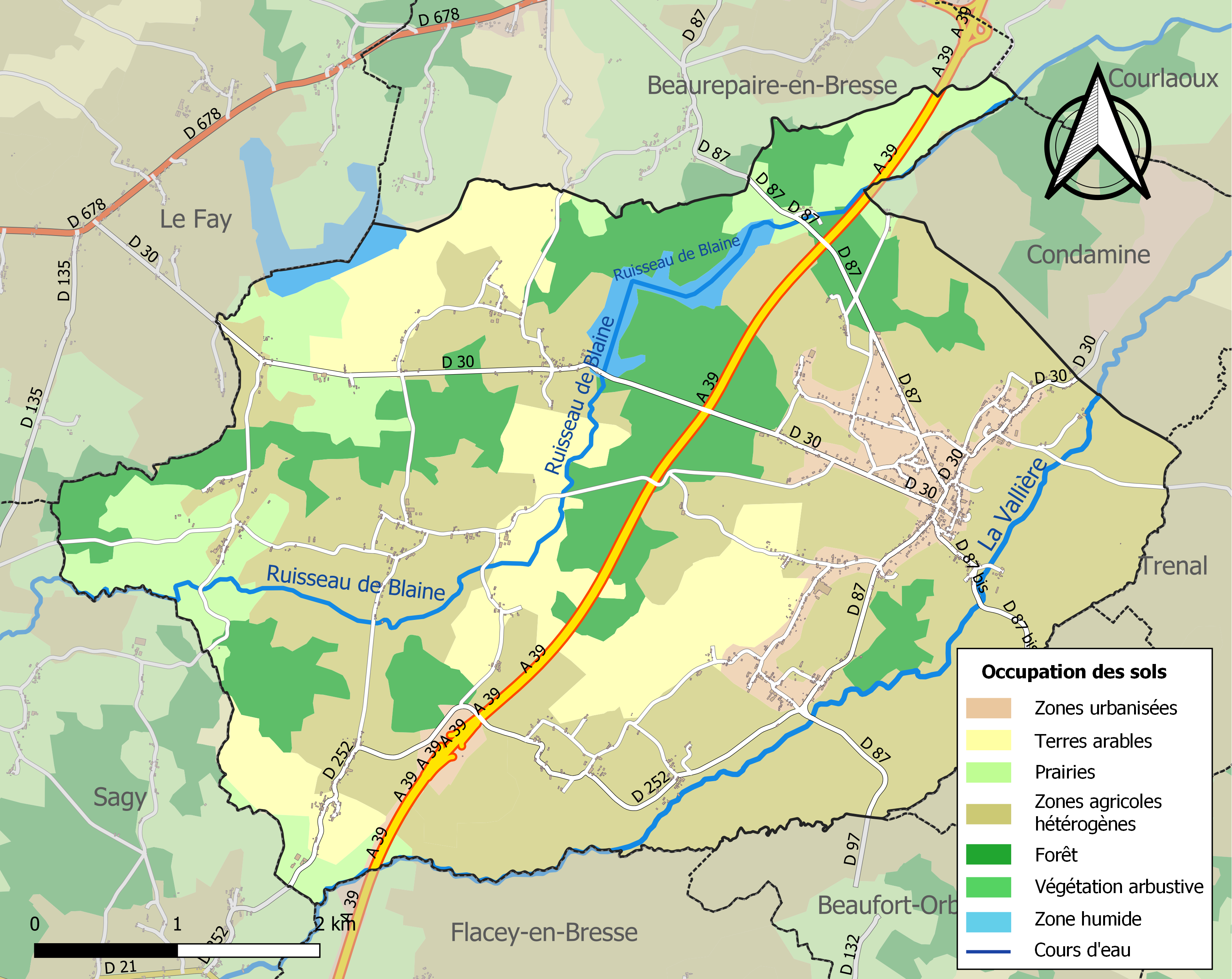
Carte des infrastructures et de l'occupation des sols de la commune en 2018 (CLC).

## Toponymie
Origine : « a Sapinis ».

## Histoire
[pertinence contestée]Savigny se situe à mi-chemin de Lons et de Louhans. Or ces deux seigneuries relevaient des comtes de Bourgogne, de Vienne et de Mâcon, les comtes de Mâcon étant largement possessionnés en Bresse chalonnaise. Au début du XIIIe siècle, l'héritière Béatrice de Vienne († 1239 ; fille du comte Guillaume IV) reçoit de nombreux fiefs venus de ses ancêtres de Bourgogne et de Mâcon, dont Lons en partie, Louhans, Sainte-Croix et... Savigny. Elle épouse en 1219 Hugues III de Neublans d'Antigny : c'est l'origine de la Maison de Vienne (voir l'article Etienne). Savigny échoit à leur fils cadet Henri Ier de Neublans d’Antigny, seigneur de Sainte-Croix (voir de nombreuses sources indexées à cet article ; Henri † après 1269, sans doute encore en vie en 1287 car cette année-là meurt son fils Guillaume (Ier) de Sainte-Croix, semble-t-il prédécédé), frère puîné d'Hugues (IV), comte de Vienne (né vers 1220 et † en 1277, il reçut Lons en partie, Pymont (Jura), Montmorot en partie, Pymont (Saône-et-Loire), Mirebel, Pagny, Seurre et Saint-Georges : à Seurre et Jallanges).
Guillaume Ier de Sainte-Croix marie Jeanne de Joigny, dame de Lacour et de Coulanges, fille de Guillaume III, comte de Joigny ; ils enfantent :
- - Henri II d'Antigny-Ste-Croix, marié à Marguerite de Bellevesvre dame de Chay : d'où la suite des sires de Sainte-Croix ; - Simon de Sainte-Croix, † 1338, chanoine-doyen de Saint-Vincent de Mâcon et dernier comte héréditaire de Joigny ; - Guillaume de Sainte-Croix, seigneur de Longe-Pierre, et...
- - Etienne de Sainte-Croix (peut-être né vers 1280/1290), seigneur de Savigny', Lacour et Coulanges, marié à Béatrice de Joinville, fille de Guillaume de Joinville-Gex et veuve d'Eudes de Bellevesvre (qui était le beau-frère d'Henri II d'Antigny). La généalogie des Sainte-Croix de Savigny n'est pas toujours clairement établie (certains auteurs lui attribuent un fils, Étienne II, ce qui introduit une génération supplémentaire) : on donne ici le schéma le plus simple, où Étienne[13] est directement le père de quatre fils, peut-être nés entre 1300 et 1320 :
  - Jean de Sainte-Croix[14], chevalier, seigneur de Savigny et de Lacour, époux d'Alarde/Alix/Adélaïde de Verdun, dont au moins deux enfants : - Jean le Jeune († vers 1406/1408 sans postérité ; époux de Catherine Damas de Couzan, fille de Guy IV Damas de Couzan), et - Jeanne de Sainte-Croix, héritière de Savigny, Lacour et Coulanges, mariée à Guillaume de Luyrieux de la Cueille : la succession passe à leur fils Humbert de Luyrieu, ci-dessous
  - Hugues de Sainte-Croix, chevalier, (sire de Clémencey à Sens-sur-Seille ?)
  - Philippe de Sainte-Croix, évêque de Mâcon en 1360-80, sire de Coulanges
  - Etienne de Sainte-Croix, encore vivant en 1362, chanoine de Saint-Vincent de Chalon et de N.-D. de Beaune, sans doute chantre ou écolâtre de Chalon car sa célèbre pierre tombale, gravée en 1350 et placée dans l'église de Sainte-Croix, le représente dirigeant la leçon[15],[16].

Pour la suzeraineté, en 1289, le comte de Savoie, Amédée V (seigneur de la Bresse par son mariage en 1272 avec Sibylle de Baugé/de Bâgé, fille héritière de Guy, seigneur de Bâgé et de Bresse), cède ses droits éminents sur la ville de Savigny-en-Revermont au duc de Bourgogne, Robert II, aussi comte de Chalon.
Humbert de Luyrieu de La Cueille, seigneur de Savigny, Lacour et Coulanges (cette terre est alors cédée à Charles de Savoisy), marié à Jeanne de Sassenage, est suivi par leur fille Alix de Luyrieu, qui épouse en 1425 Pierre de La Baume de Montrevel, seigneur d'Hilan et du Mont-Saint-Sorlin, fils du maréchal Jean.
Mais dans la suite du XVe siècle, on retrouve Savigny et La Cueille aux mains d'une autre branche des Luyrieu, des cousins fort éloignés, les Luyrieu de Prangin, Vellière, Cule et Montvéran (descendants d'Humbert de Savoie et de sa fille Catherine de Gerbaix). Ainsi, Philippe-Françoise de Luyrieu († 1538), fille d'autre Humbert de Luyrieu de La Cueille [et de sa femme Catherine, épousée en 1467, que Guichenon dit fille bâtarde de Charles, duc de Bourgogne, qui l'aurait gratifiée de droits sur Arinthod, Tramelay, Oliferne,,(p. 236 et 237)], l'apporte à son mari François (II) Mareschal baron de Meximieux, seigneur de Montaney et Bourg-Saint-Christophe, Grand-chambellan de Savoie,
- puis leur fille Isabeau Mareschal à son époux Charles le Jeune de Seyssel de La Chambre-Sermoyer († en 1565 ; fils cadet de Louis de Seyssel La Chambre (1450-1517) x 2° Anne d'Auvergne, fille de Bertrand VI de La Tour d'Auvergne et de Boulogne ; la 1re femme de Louis de Seyssel était Jeanne de Chalon d'Orange, et sa mère : Marie de Savoie d'Achaïe)[20],[21].

Un des fils de Charles de Seyssel et d'Isabeau Mareschal, Philibert de Seyssel La Chambre, baron de Ruffey et de Montfort, frère d'Antoine, hérite de Savigny ; de sa femme Anne de Lugny, fille de Philibert de Lugny de Saint-Trivier (cousin issu de germain de Jean de Lugny, le beau-père de François Chabot ; de la succession des Lugny viennent Branges, Ruffey, Nanton), il a deux fils : - Claude († 1586) et - Jean de Seyssel La Chambre († ap. 1609) ; ce dernier, comte de Montfort, baron de Ruffey et de Branges, est fait comte de Savigny en 1596, a de sa 2e femme, Claudine de Nanton d'Asnières-les-Bois :
- Pierrette-Edmée/Esmonde de Seyssel La Chambre, qui épouse en 1604 René d'Amoncourt, seigneur de Montigny, d'où : - François d'Amoncourt, comte de Savigny († entre 1634 et 1650), et - Philiberte d'Amoncourt († 1669), baronne de Branges, mariée en 1625 à Antoine (de) Barillon de Morangis (1599-1672), directeur des Finances et conseiller d’État (François et Philiberte d'Amoncourt resteront sans postérité).

La succession passe alors aux Saint-Mauris de Montbarrey, Jean de Seyssel ayant eu de sa 1re épouse, Claudine de Baronnat, deux filles : - Jeanne de La Chambre, qui épouse en 1609 Charles Damas comte de Thianges et de Chalencey, marquis de Dio ; et - Claudine/Claude-Hélène de La Chambre, qui marie en 1620 Léonor de Saint-Mauris, seigneur du Fay († 1635 ; fils d'Alexandre de Saint-Mauris et de Dorothée Bouton du Fay). Les Saint-Mauris furent comtes de Savigny jusqu'à la Révolution, notamment le prince de Montbarrey (1732-1796), arrière-arrière-petit-fils de Léonor et Claudine de Seyssel La Chambre.
Privilèges sur le sel de Salins accordés par Louis XIII en 1616.
Saccagé par les ligueurs, puis par les Comtois.
Jusqu'à la Révolution française, Savigny-en-Revermont, localité du département de Saône-et-Loire relevant depuis 1801 du diocèse d'Autun, dépendit du diocèse de Besançon.

## Politique et administration

### Tendances politiques et résultats

#### Élections législatives
Le village de Savigny-en-Revermont faisant partie de la quatrième circonscription de Saône-et-Loire, place en tête lors du 1er tour des élections législatives françaises de 2022, Valérie Deloge (RN) avec 29,51 % des suffrages. Mais lors du second tour, il s'agit de Cécile Untermaier (PS), députée sortante, qui arrive en tête avec 50,27 % des suffrages.

### Liste des maires de Savigny-en-Revermont
| Période                                  | Période | Identité          | Étiquette    | Qualité                                                                                   |
| ---------------------------------------- | ------- | ----------------- | ------------ | ----------------------------------------------------------------------------------------- |
| mars 1989                                | 2020    | Routhier Philippe | UDF puis DVD | Directeur d'entreprise, conseiller général du canton de Beaurepaire-en-Bresse (1992-2004) |
| Les données manquantes sont à compléter. |         |                   |              |                                                                                           |

## Démographie
L'évolution du nombre d'habitants est connue à travers les recensements de la population effectués dans la commune depuis 1793. Pour les communes de moins de 10 000 habitants, une enquête de recensement portant sur toute la population est réalisée tous les cinq ans, les populations de référence des années intermédiaires étant quant à elles estimées par interpolation ou extrapolation. Pour la commune, le premier recensement exhaustif entrant dans le cadre du nouveau dispositif a été réalisé en 2008.

En 2022, la commune comptait 1 141 habitants, en évolution de −2,56 % par rapport à 2016 (Saône-et-Loire : −1,06 %, France hors Mayotte : +2,11 %).
| 1793  | 1800  | 1806  | 1821  | 1831  | 1836  | 1841  | 1846  | 1851  |
| ----- | ----- | ----- | ----- | ----- | ----- | ----- | ----- | ----- |
| 1 881 | 2 043 | 2 303 | 2 296 | 2 437 | 2 292 | 2 322 | 2 502 | 2 287 |

| 1856  | 1861  | 1866  | 1872  | 1876  | 1881  | 1886  | 1891  | 1896  |
| ----- | ----- | ----- | ----- | ----- | ----- | ----- | ----- | ----- |
| 2 152 | 2 122 | 2 150 | 2 093 | 2 111 | 2 129 | 2 102 | 1 942 | 1 928 |

| 1901  | 1906  | 1911  | 1921  | 1926  | 1931  | 1936  | 1946  | 1954  |
| ----- | ----- | ----- | ----- | ----- | ----- | ----- | ----- | ----- |
| 1 938 | 1 881 | 1 829 | 1 633 | 1 714 | 1 623 | 1 487 | 1 400 | 1 198 |

| 1962  | 1968  | 1975 | 1982 | 1990 | 1999 | 2006  | 2008  | 2013  |
| ----- | ----- | ---- | ---- | ---- | ---- | ----- | ----- | ----- |
| 1 150 | 1 017 | 922  | 951  | 957  | 921  | 1 086 | 1 133 | 1 173 |

| 2018  | 2022  | - | - | - | - | - | - | - |
| ----- | ----- | - | - | - | - | - | - | - |
| 1 142 | 1 141 | - | - | - | - | - | - | - |

## Économie

### Ressources et productions
Polyculture, bovins, coopératives laitières, fromage, scierie.

## Culture locale et patrimoine

### Lieux et monuments
- Moulins à eau.
- Motte féodale du Bas de Savigny.
- L'église Saint-Vivant, du XIXe siècle, qui a succédé à une église plus ancienne dont le clocher fut renversé par la foudre en 1690[28].

### Sites
- Le paysage verdoyant de la Bresse bourguignonne.
- L'étang de Villeron.
- Les rives de la Vallière.
- Les nombreux bois (bois de Ban).

### Personnalité liés à la commune
- François Oudot, (1740-1798), député du clergé aux États généraux par le bailliage de Chalon-sur-Saône en 1789.
- Évita Muzic (1999-) : cycliste française, née à Lons-le-Saunier, est originaire du village où elle passe son enfance.

### Héraldique
|  | Les armes de la commune se blasonnent ainsi : De gueules à la croix florencée d'argent, au chef cousu d'azur chargé d'une aigle d'or. |

## Pour approfondir